# Balance des paiements
Pour les articles homonymes, voir balance.
La balance des paiements est un document statistique élaboré sous forme comptable, élément de la comptabilité nationale recensant les flux de biens, de services, de revenus, de transferts de capitaux, et les flux financiers que les résidents d'un pays dans leur ensemble (particuliers, entreprises ou État) entretiennent avec ceux du reste du monde. 
Par construction, la balance des paiements est toujours équilibrée, aux erreurs et omissions près, car les opérations sont enregistrées selon le principe de la comptabilité en partie double. En effet, aucun échange ne peut avoir lieu sans avoir été financé. Par contre, les soldes intermédiaires (des sous-balances) peuvent être excédentaires ou déficitaires. Ainsi, on dit couramment, par abus de langage, que la balance des paiements est en déficit lorsqu'on veut dire en réalité que la balance des transactions courantes (ou parfois la balance commerciale) est déficitaire (importations plus importantes) ou excédentaire (exportations plus importantes).

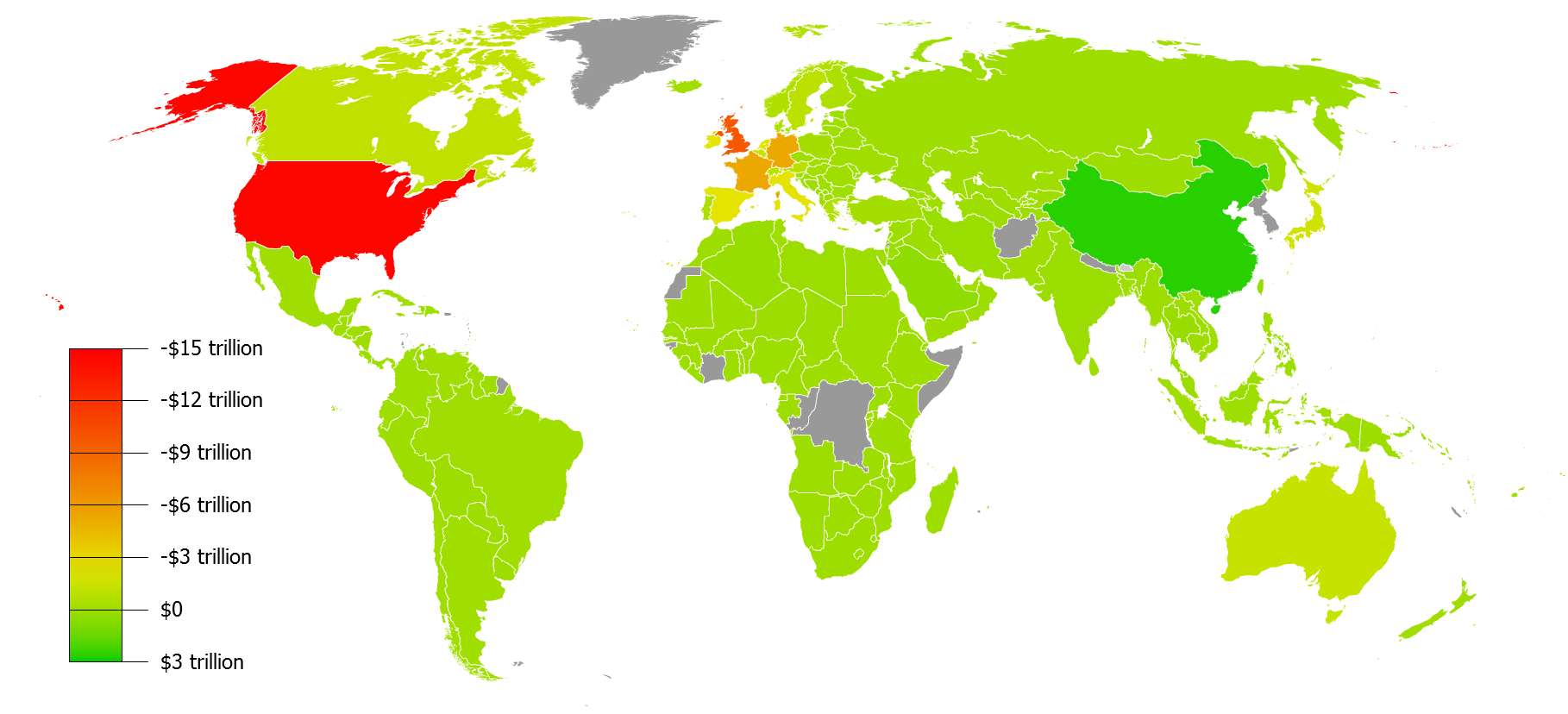
Réserves de devises et d'or, diminuées de leur dette extérieure totale (publique et privée), d'après les données de 2010 du CIA Factbook.

## Comptabilitéeuropéenne
Dans la nomenclature de comptabilité européenne, la balance des paiements comporte trois comptes, chacun associé à une balance :

### Compte de transactions courantes
La balance des transactions courantes ou balance courante recense les échanges internationaux de biens et services (par exemple la balance commerciale), ainsi que les revenus du travail et du capital et transferts courants.

### Compte de capital
Le compte de capital recense les opérations d'achat ou de vente d'actifs non financiers, comme les brevets, ainsi que des transferts de capital. Parmi les transferts en capital figurent, par exemple, les remises de dette et les aides à l'investissement.

### Compte financier
La balance financière recense les flux financiers entre un pays et l'étranger, sous forme d'investissement direct à l'étranger (IDE), investissement de portefeuille, produits financiers dérivés, autres investissements, réserves de change et autres.

## Soldes de la balance des paiements en France
En France, l'Insee présente les différents comptes entrant dans la balance des paiements sous la forme suivante :
| Compte                                                              | Description | Solde en 2013 (millions d'euros constants base 2010) |
| ------------------------------------------------------------------- | --- | ---------------------------------------------------- |
| Compte extérieur des biens et des services                          | Échanges de biens FAB-FAB | -40 774                                              |
| Compte extérieur des biens et des services                          | 1.Échanges de services hors tourisme                                                                                               | -897                                                 |
| Compte extérieur des biens et des services                          | 2.Tourisme | 10 349                                               |
| Compte extérieur des biens et des services                          | 3.Solde extérieur des biens et services                                                                                            | -31 332                                              |
| 4.Compte extérieur des revenus primaires et des transferts courants | Opérations de répartition (dont les versements de rémunération et de revenus de la propriété entre la France et le reste du monde) | -10 477                                              |
| Compte de capital                                                   | Capacité de financement de la nation                                                                                               | -41 799                                              |

La somme du solde du compte de transactions et du solde du compte de capital est aussi appelée « besoin de financement » lorsqu'elle est négative, comme c'est le cas pour les années 2012 et 2013. C'est aussi le solde des opérations non financières. Le solde extérieur, excédentaire au cours des années précédentes, est devenu déficitaire en 2005. Cette dégradation des comptes commerciaux est due en partie à l'appréciation de l'euro qui a influencé la compétitivité-prix de la France. Toutefois, l'appréciation de l'euro n'empêche pas l'Allemagne d'avoir une balance commerciale très excédentaire, grâce à ses partenaires européens (l'Allemagne exporte massivement en Europe, mais reste déficitaire vis-à-vis des pays émergents à bas salaires, notamment la Chine).
Pour la France, la balance des paiements est réalisée par la Banque de France.

## Comptabilité nord-américaine
Dans la comptabilité nord-américaine, la balance de paiements ne comporte que deux balances intermédiaires : la balance courante et la balance des capitaux, dont les soldes sont opposés (aux erreurs près).

## Historique

### 1945–1971: Bretton Woods
Après la Seconde Guerre mondiale, les institutions de Bretton Woods (le Fonds monétaire international et la Banque mondiale) ont été créées pour soutenir un système monétaire international conçu pour encourager le libre-échange tout en offrant aux États la possibilité de corriger leurs déséquilibres sans avoir recours à la déflation. Des taux de change fixes mais flexibles ont été établis, le système étant ancré sur le dollar qui est resté seul convertible en or. Le système de Bretton Woods a marqué le début d'une période de forte croissance mondiale, connue sous le nom de l'âge d'or du capitalisme, mais il a été soumis à des pressions en raison de l'incapacité ou de la réticence des gouvernements à maintenir des contrôles de capitaux efficaces et en raison d'instabilités liées au rôle central du dollar.
Les déséquilibres ont fait sortir l'or des États-Unis et la perte de confiance en la capacité des États-Unis à fournir de l'or pour toutes les futures demandes de remboursement des détenteurs de dollars a entraîné une augmentation des demandes de conversion des dollars, amenant finalement les États-Unis à mettre fin à la convertibilité du dollar, mettant ainsi fin au système de Bretton Woods.  L'ère 1945-1971 a vu environ 24 crises de la balance des paiements et aucune crise double pour les économies avancées, les économies émergentes connaissant 16 crises et une crise double.

### 1971-2009: transition, consensus de Washington, Bretton Woods II
Le système de Bretton Woods a pris fin entre 1971 et 1973. On a tenté de réparer le système de taux de change fixes au cours des prochaines années, mais ceux-ci ont rapidement été abandonnés, de même que les efforts résolus déployés par les États-Unis pour éviter les déséquilibres de la balance des paiements. Une partie de la raison était le déplacement du paradigme économique dominant précédent - le keynésianisme - par le consensus de Washington, des économistes et des rédacteurs économiques tels que Murray Rothbard et Milton Friedman [59] faisant valoir qu'il n'y avait pas grand besoin de s'inquiéter des problèmes de la balance des paiements.
Immédiatement après l'effondrement de Bretton Woods, les pays ont généralement tenté de conserver un certain contrôle sur leur taux de change en le gérant de manière indépendante ou en intervenant sur le marché des changes dans le cadre d'un bloc régional, comme le serpent monétaire européen formé en 1971. Le Serpent était un groupe de pays européens qui ont essayé de maintenir des taux stables au moins les uns avec les autres; le groupe a finalement évolué vers le mécanisme de taux de change européen (MCE) en 1979. Depuis le milieu des années 70, et particulièrement dans les années 80 et le début des années 90, de nombreux autres pays ont suivi les États-Unis en libéralisant le contrôle de leurs comptes de capital et courants, adoptant une attitude quelque peu détendue vis-à-vis de leur balance des paiements et permettant à la valeur de leur monnaie de flotter relativement librement avec des taux de change déterminés principalement par le marché.
Les pays en développement qui choisissent de laisser le marché déterminer leur taux de change développent souvent d'importants déficits du compte courant, financés par des entrées de capitaux telles que des prêts et des investissements, bien que cela se termine souvent par des crises lorsque les investisseurs perdent confiance,. La fréquence des crises était particulièrement élevée pour les économies en développement à cette époque - de 1973 à 1997, les économies émergentes ont subi 57 crises du BdP et 21 crises jumelles. En règle générale, mais pas toujours, la panique parmi les créanciers et les investisseurs étrangers qui ont précédé les crises de cette période a généralement été provoquée par des inquiétudes quant à des emprunts excessifs par le secteur privé, plutôt que par un déficit public. Pour les économies avancées, il y a eu 30 crises de la balance des paiements et 6 crises bancaires.
La crise économique asiatique de 1997 a marqué un tournant décisif : les réactions peu sympathiques des puissances occidentales ont amené les décideurs des économies émergentes à réévaluer l’opportunité de s’appuyer sur le marché libre ; en 1999, les pays en développement dans leur ensemble ont cessé d’avoir des déficits en compte courant, tandis que le déficit en compte courant des États-Unis a commencé à fortement augmenter. Cette nouvelle forme de déséquilibre a commencé à se développer en partie en raison de la pratique croissante des économies émergentes, principalement de la Chine, consistant à lier leur monnaie au dollar, au lieu de laisser la valeur flotter librement. L'état de la situation qui en a résulté a été qualifié de Bretton Woods II. Selon Alaistair Chan, « la volonté de la Chine de maintenir la valeur du yuan en stabilité par rapport au dollar est au cœur du déséquilibre. Généralement, un excédent commercial en hausse entraîne une hausse de la valeur de la monnaie. Une devise en hausse rendrait les exportations plus chères. La Chine contourne le processus en intervenant sur les marchés des changes et en maintenant la valeur du yuan à la baisse. » Selon l'économiste Martin Wolf, dans les huit années qui ont précédé 2007, « les trois quarts des réserves de change accumulées depuis le début des temps ont été accumulées ». Contrairement à la nouvelle approche adoptée dans les économies émergentes, les décideurs et les économistes américains étaient relativement peu préoccupés par les déséquilibres de la balance des paiements. Entre le début et le milieu des années 90, de nombreux économistes et décideurs du marché libre, tels que le secrétaire américain au Trésor, Paul O'Neill, et le président de la Fed, Alan Greenspan, ont déclaré que le déficit croissant des États-Unis n'était pas une préoccupation majeure. Bien que plusieurs économies émergentes soient intervenues pour augmenter leurs réserves et aider leurs exportateurs à partir de la fin des années 1980, elles n’ont commencé à enregistrer un excédent net au compte courant qu'après 1999. Cette évolution s’est traduite par une croissance plus rapide du déficit du compte courant américain à partir de la même année. les excédents, les déficits et les réserves associées des pays excédentaires atteignent des niveaux record au début des années 2000 et augmentent d'année en année. Certains économistes tels que Kenneth Rogoff et Maurice Obstfeld ont commencé à avertir dès 2001 que les déséquilibres records devraient bientôt être réglés, rejoints par Nouriel Roubini en 2004, mais ce n'est qu'en 2007 que leurs préoccupations ont commencé à être acceptées par une majorité d'économistes,.

### 2009 et années suivantes: post consensus de Washington
S'exprimant après le sommet du G20 à Londres en 2009, Gordon Brown a annoncé que « le consensus de Washington est terminé ». Il existe désormais un large consensus sur le fait que les grands déséquilibres existant entre différents pays sont importants ; Par exemple, l’économiste américain C. Fred Bergsten a fait valoir que le déficit américain et les importants flux de capitaux entrants associés aux États-Unis étaient l’une des causes de la crise financière de 2007-2010. Depuis la crise, les interventions des pouvoirs publics dans des domaines tels que l’imposition de contrôles des capitaux ou les interventions sur les marchés des changes sont devenues plus courantes et suscitent généralement moins de désapprobation de la part des économistes, des institutions internationales telles que le FMI et d’autres gouvernements. 
En 2007, au début des crises, le total mondial des déséquilibres de la balance des paiements s'élevait à 1 680 milliards de dollars. Du côté du crédit, le plus gros excédent du compte courant a été enregistré avec la Chine, avec env. 362 milliards de dollars, suivis du Japon avec 213 milliards et de l’Allemagne avec 185 milliards. Les pays producteurs de pétrole comme l'Arabie saoudite dégagent également des excédents importants. Du côté des débiteurs, les États-Unis affichaient le déficit le plus important de leur compte courant, avec plus de 1 100 milliards de dollars, le Royaume-Uni, l'Espagne et l'Australie représentant près de 300 milliards de dollars supplémentaires.
Bien que des avertissements concernant de futures réductions des dépenses publiques aient été annoncés, les pays déficitaires dans leur ensemble n’en ont pas tenu compte en 2009, mais c'est en fait l'inverse qui est survenu, l'augmentation des dépenses publiques contribuant à la reprise dans le cadre des efforts mondiaux visant à accroître la demande. L'accent a été mis sur les pays excédentaires, le FMI, l'UE et des pays comme les États-Unis, le Brésil et la Russie leur demandant d'aider à apporter les ajustements nécessaires pour corriger les déséquilibres,.
En juin 2009, Olivier Blanchard, économiste en chef du FMI, a écrit que le rééquilibrage de l'économie mondiale en réduisant à la fois les excédents et les déficits importants serait une nécessité pour une reprise durable. Les déséquilibres ont été quelque peu réduits en 2008 et 2009, mais les premières indications vers la fin de 2009 étaient que des déséquilibres majeurs tels que le déficit de la balance courante des États-Unis devraient recommencer à augmenter.
L'euro utilisé par l'Allemagne est autorisé à flotter assez librement en valeur, mais une appréciation supplémentaire poserait problème aux autres membres de l'union monétaire, tels que l'Espagne, la Grèce et l'Irlande, qui enregistrent des déficits importants. Par conséquent, l'Allemagne a plutôt été invitée à contribuer en encourageant davantage la demande intérieure, mais cela n'a pas été bien accueilli par les autorités allemandes. 
On a demandé à la Chine de laisser le yuan s'apprécier, mais jusqu'en 2010, elle avait refusé, la position de son Premier ministre Wen Jiabao étant qu'en maintenant la valeur du yuan stable face au dollar, la Chine a contribué à la reprise mondiale et que les demandes concernant une hausse de sa monnaie sont motivées par le désir de freiner le développement de la Chine.
Bien que certains des principaux pays excédentaires, dont la Chine, aient pris des mesures pour stimuler la demande intérieure, celles-ci ne sont pas encore suffisantes pour rééquilibrer leurs excédents courants. En juin 2010, le déficit mensuel du compte courant américain était revenu à 50 milliards de dollars, un niveau sans précédent depuis le milieu de 2008. 

#### Dévaluation compétitive après 2009
En septembre 2010, les tensions internationales liées aux déséquilibres avaient encore augmenté. Le ministre brésilien des Finances, Guido Mantega, a déclaré qu'une « guerre monétaire internationale » avait éclaté, les pays essayant de manière compétitive de dévaluer leur monnaie afin de stimuler leurs exportations. Le Brésil a été l'une des rares grandes économies à ne pas disposer d'une monnaie de réserve pour s'abstenir de toute intervention monétaire, le real ayant augmenté de 25% par rapport au dollar américain depuis janvier 2009. Certains économistes tels que Barry Eichengreen ont soutenu qu'une dévaluation compétitive pourrait être une bonne chose. puisque le résultat net sera effectivement équivalent à une politique monétaire mondiale expansionniste. D'autres, tels que Martin Wolf, ont vu les risques de tensions s'accentuer et ont préconisé l'adoption d'une action coordonnée visant à remédier aux déséquilibres lors du sommet du G20 de novembre,.
Les commentateurs ont largement convenu que peu de progrès substantiels avaient été accomplis sur les déséquilibres lors du G20 de novembre 2010. Un rapport du FMI publié après le sommet a averti que sans progrès supplémentaires, les déséquilibres risquent de doubler pour atteindre le niveau d'avant la crise des subprimes d'ici à 2014.